# Taller in More Ways
Taller in More Ways är ett musikalbum med Sugababes, släppt den 10 oktober 2005. Singeln Push the Button blev gruppens fjärde listetta i England.

## Låtförteckning
1. Push the Button - 3:38
2. Gotta Be You - 3:40
3. Follow Me Home - 3:58
4. Joy Division - 3:59
5. Red Dress - 3:38
6. Ugly - 3:51
7. It Ain't Easy - 3:05
8. Bruised - 3:04
9. Obsession - 3:51
10. Ace Reject - 4:16
11. Better - 3:45
12. Two Hearts - 4:55

I december 2005 lämnade originalmedlemmen Mutya Buena gruppen och ersattes av Amelle Berrabah. Man bestämde sig då för att göra en nyinspelning av albumet med sångpartier med Berrabah. Återutgåvan, som släpptes den 27 februari 2006, innehåller, förutom de 12 originallåtarna, även följande låtar:
1. Now You're Gone - 3:55
2. Strungout - 3:45
3. Red Dress (Extended Mix) - 4:15
4. I Bet You Look Good On the Dancefloor (International Bonus Track) - 2:35 (Arctic Monkeys-cover)

### Singlar
| Datum             | Låttitel          | Topplistan (UK) |
| ----------------- | ----------------- | --------------- |
| 26 september 2005 | "Push the Button" | #1              |
| 5 december 2005   | "Ugly"            | #3              |
| 6 mars 2006       | "Red Dress"       | #4              |
| 5 juni 2006       | "Follow Me Home"  | #32             |